# Mezei tücsök
A mezei tücsök (Gryllus campestris) a valódi tücskök családjába tartozó, az emberi településeken világszerte előforduló tücsökfaj. 2016-ban Magyarországon az Év rovara volt.

## Megjelenése
A mezei tücsök testhossza a hím esetében 18-26 mm, a nőstény 19-27 mm, ehhez járul még a 8-15 mm-es tojócső. Színe fényes fekete. A teste többé-kevésbé sűrűn finom, aranysárga szőrök borítják. Alkata vaskos, feje nagy és kerek, szélesebb a torpajzsnál, ez egyfajta fejnehéz külsőt kölcsönöz az állatnak. A csápok kb. testhossznyiak. A szárnyak majdnem elérik a potrohvéget, feketén erezettek, a töve a hímek esetében feltűnően, a nőstényeknél jóval halványabban sötétsárga színű. A hátsó szárnyak tüskeszerűen hajtogatódnak az elülső szárnyak alatt. Hátsó lábának combja alul élénkvörös színű, a hátsó lábszáron hosszú, erős tüskék sorakoznak. A potrohfüggelékek (cercusok) mindkét nem esetében hosszúak és egyenesek. A nőstények tojócsöve egyenes, a végén kissé kiszélesedik és utolsó harmadában kissé lefelé hajlik.
Éneke igen erős, akár 100 méterre is elhallatszó jellegzetes tücsökhang, 2-5 pirregés másodpercenként. Este és éjjel, ritkán délután énekel. A hímek májustól júliusig ciripelnek. A ciripelő hangot szárnyaik összedörzsölésével képzik. Az úgynevezett ciripelő erek, amik kb. úgy néznek ki, mint egy fésű, a szárnyon találhatók, és ezek összedörzsölésével képzi a tücsök a hangot; az egyik szárny tetejét dörzsölik a másik szárny aljához.

### Hasonló fajok
A fekete tücsökkel és az erdei tücsökkel lehet összetéveszteni.

## Elterjedése
Eurázsiában (Portugáliától Nyugat-Ázsiáig) és Észak-Afrikában honos. Európában elterjedésének északi határa Dél-Anglián és az Északi- valamint a Balti-tenger partvonalán húzódik. Magyarországon országszerte elterjedt és gyakori faj.  

## Életmódja
Rövid füvű, meleg, közepesen nedves és száraz gyepek, legelők, domboldalak lakója. A délre néző, napos, száraz lejtőket kedveli leginkább, ahonnan az esővíz is gyorsan lefolyik. Föld alatti, nagyjából egyenes járatokban él, amelyek hossza eléri a 40-50 cm-t, átmérője pedig kb. 2 cm. 
Kifejlett egyedeivel áprilistól augusztusig (leggyakrabban május-júliusban) találkozhatunk. Meleg években augusztus-novemberben egy második nemzedék is kifejlődhet. Különféle növényekkel, füvekkel táplálkoznak, de alkalomadtán elpusztult rovarokat is fogyasztanak. 
A hímek territoriális viselkedést mutatnak, harciasan védik a járatukat. Veszély esetén beljebb húzódnak, de ha egy fűszállal megpiszkáljuk, azt vélvén, hogy a betolakodó rivális hím, azt erős rágóikkal elkapják, s így kihúzhatók a szabadba. Májustól járatuk bejáratánál erőteljes ciripeléssel csalogatják a nőstényeket. A nőstények a járatuk falára vagy a laza talajba rakják petéiket, amelyekből 2-3 hét múlva kelnek ki a lárvák, amelyek eleinte kövek, fadarabok alatt rejtőznek, majd nyár végén megássák saját járatukat, amelyeket már védenek a betolakodóktól. A lárvák fejlődésük során akár 12-szer is vedlenek. Az utolsó vagy utolsó előtti fejlődési stádiumban lévő lárvák föld alatti járataikban áttelelnek, majd tavasszal egy vagy két vedlést követően imágóvá alakulnak. Járataikat valószínűleg időnként cserélik, vagy másik, elhagyott tücsökodút foglalnak el vagy újat ásnak. Állományuk létszáma az időjárástól függően nagymértékben változhat. 
Magyarországon nem védett.

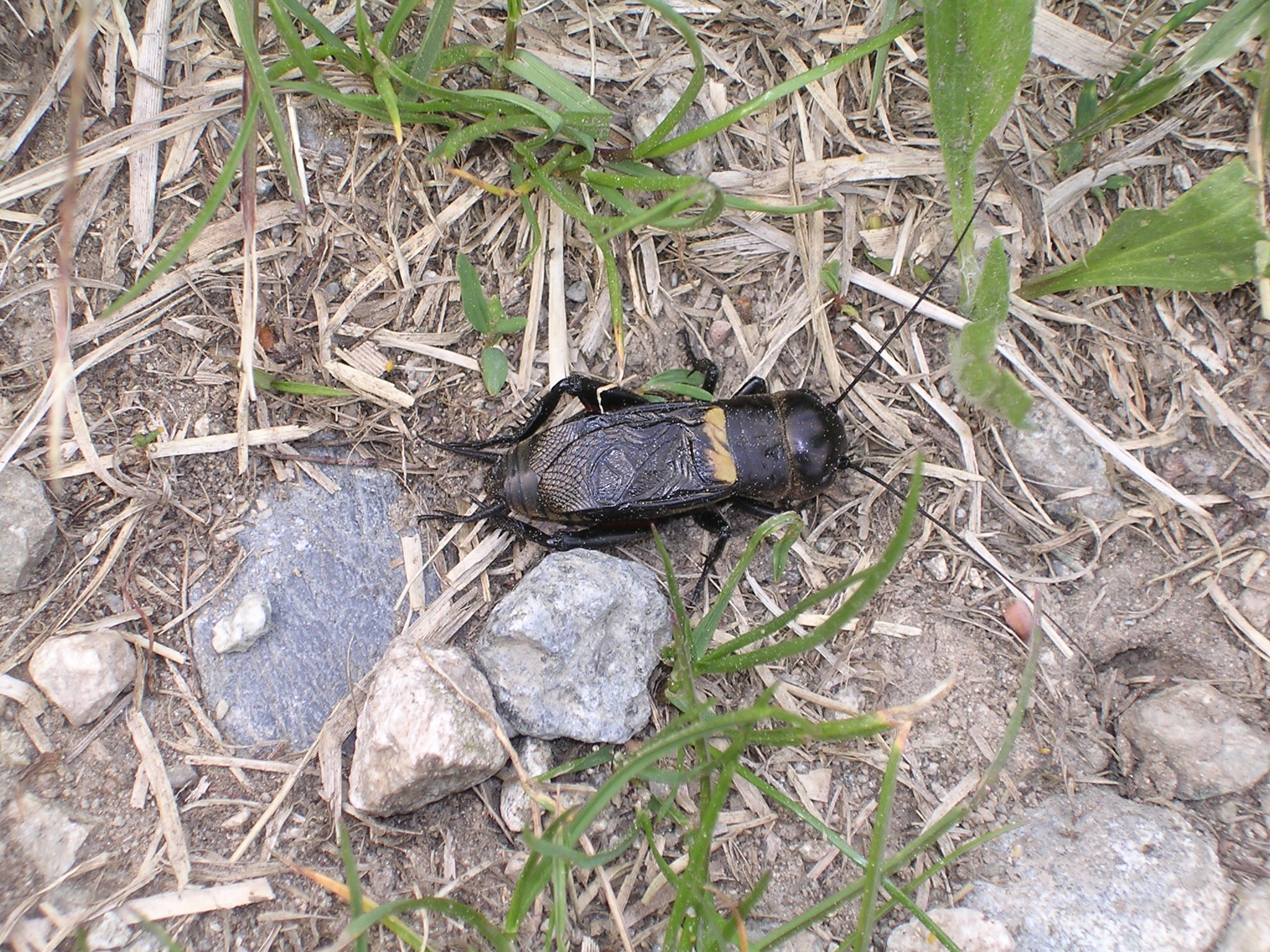
Hím tücsök
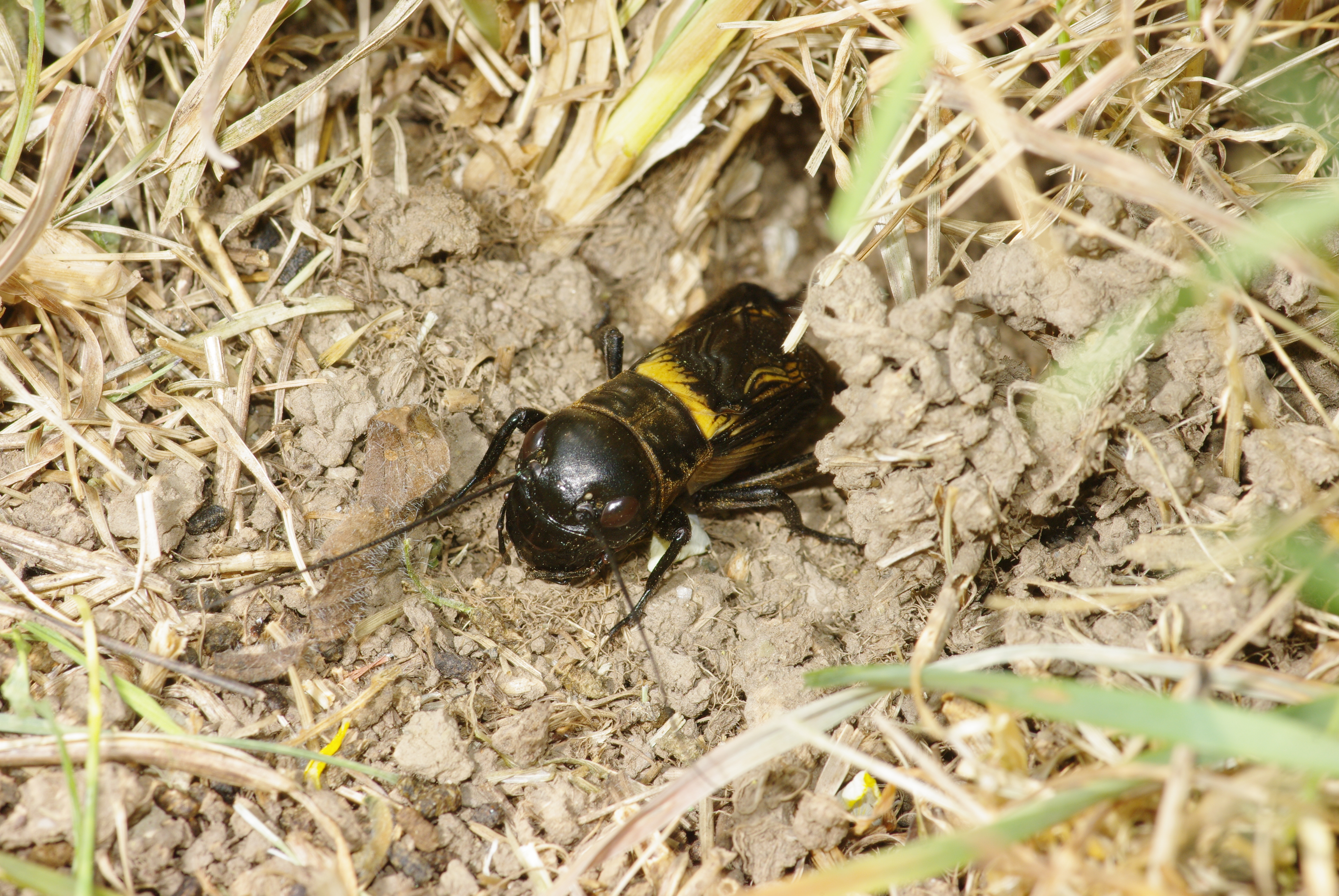
Hím a járatánál
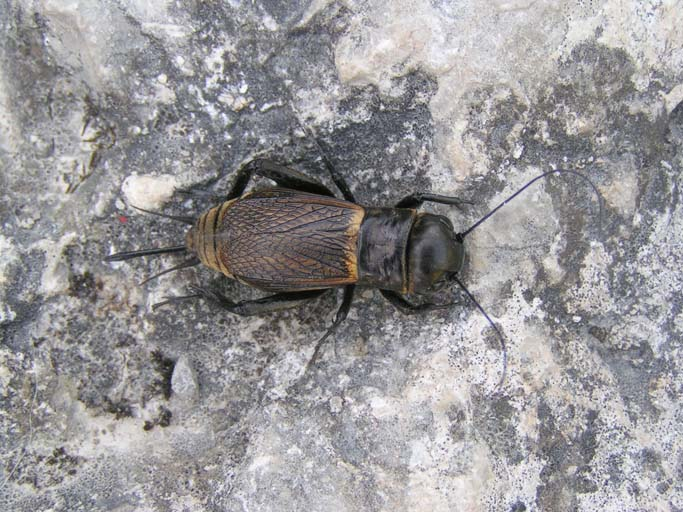
Nőstény
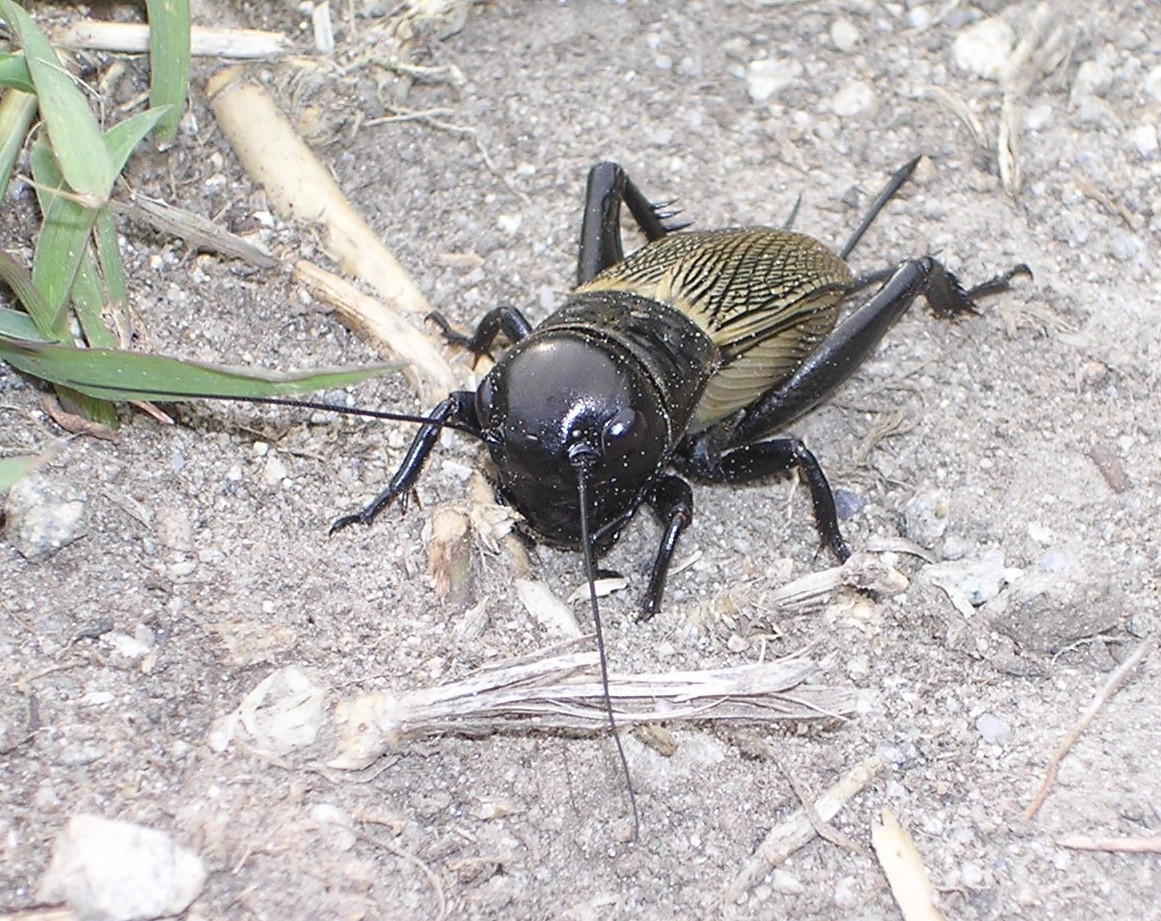
Nőstény
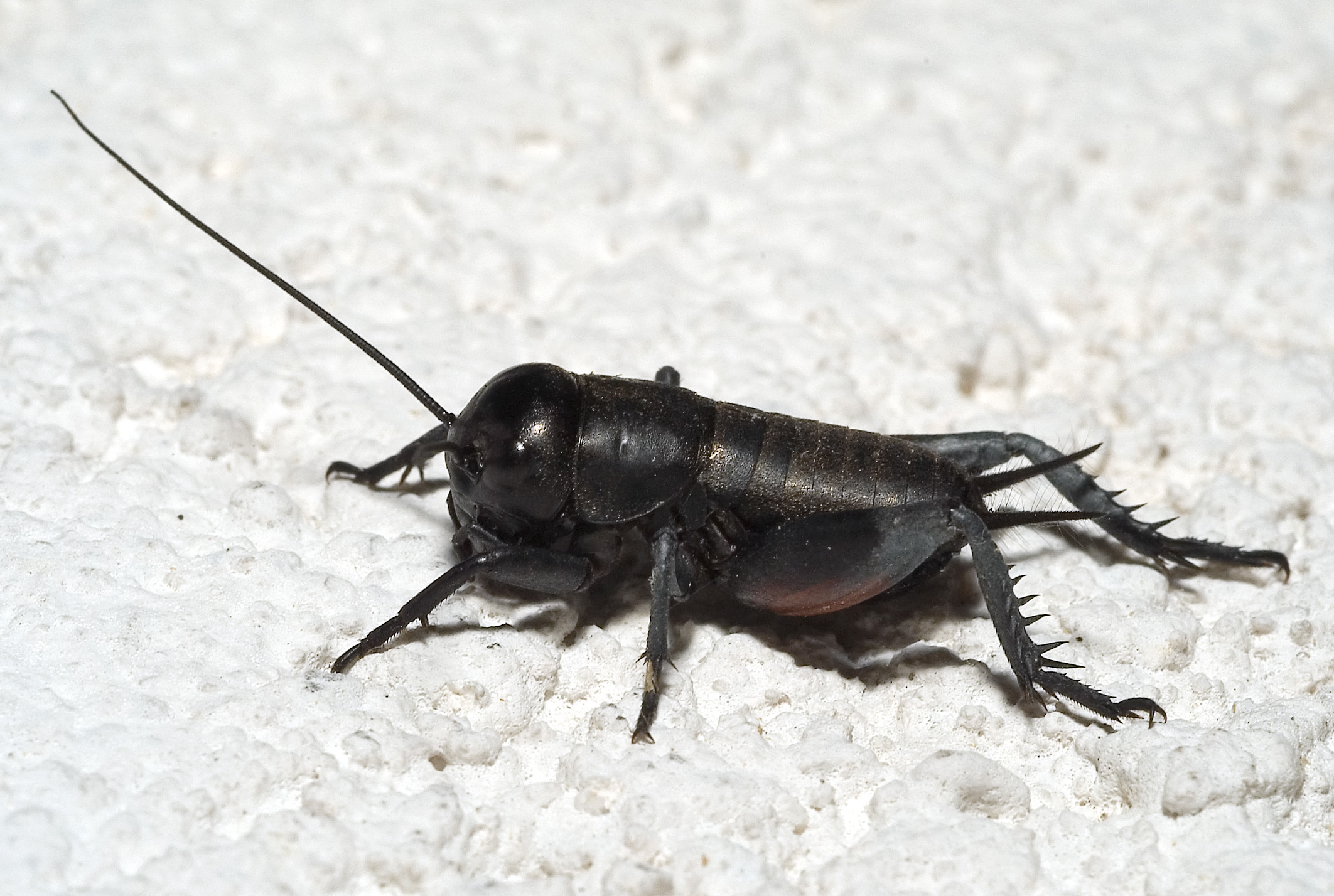
Lárva